# Après l'hiver (film, 2015)
Pour plus de détails, voir Fiche technique et Distribution.
Après l'hiver (Tumbledown) est une comédie romantique américaine réalisée par Sean Mewshaw, sortie en 2015.

## Synopsis
Après la mort de son mari, un célèbre chanteur folk, une veuve, Hannah, s'isole dans sa maison dans le Maine. Un écrivain new-yorkais, Andrew McCabe, débarque chez elle pour écrire la biographie de son mari. Elle reprend goût à la vie grâce à lui et tombe amoureuse de lui.

## Fiche technique
- Titre original : Tumbledown
- Titre français : Après l'hiver
- Titre québécois : Jamais de la vie
- Réalisation : Sean Mewshaw
- Scénario : Desiree Van Til
- Montage : Suzy Elmiger
- Musique : Daniel Hart
- Photographie : Seamus Tierney
- Production : Aaron L. Gilbert, Kristin Hahn et Margot Hand
- Sociétés de production : Bron Studios et Hahnscape Entertainment
- Société de distribution : Starz
- Pays d'origine : États-Unis
- Langue originale : anglais
- Format : couleur - 2,00:1 - son Dolby numérique
- Genre : Comédie romantique
- Durée : 103 minutes
- Dates de sortie :
  - États-Unis :  
    - 18 avril 2015 (Festival du film de Tribeca)
    - 5 février 2016 (sortie nationale)

  - France : 7 mars 2017 (DVD)

## Distribution
- Rebecca Hall : Hannah Miles
- Jason Sudeikis (VF : Thierry Kazazian) : Andrew McCabe
- Dianna Agron (VF : Noémie Orphelin) : Finley
- Joe Manganiello (VF : Benoît Du Pac) : Curtis
- Griffin Dunne : Upton
- Blythe Danner : Linda Jespersen
- Richard Masur : Bruce Jespersen

 Source et légende : version française (VF) sur RS Doublage